# Blauschwarze Erdwanze
Die Blauschwarze Erdwanze (Canthophorus dubius), auch Zweifelhafte Erdwanze genannt, ist eine zur Klasse der Insekten gehörende Wanze aus der Familie der Erdwanzen (Cydnidae).

## Merkmale
Die Wanzen werden 6,0 bis 8,0 Millimeter lang. Sie sind glänzend schwarz gefärbt und können auch einen metallisch blauen, grünen oder violetten Schimmer haben. Sie haben einen weißen Rand am Pronotum und am Corium der Hemielytren sowie ein abwechselnd weiß und schwarz gefärbtes Connexivum. Von der sehr ähnlichen Canthophorus impressus kann man die Art nur durch genitalmorphologische Untersuchungen sicher unterscheiden. Die Blauschwarze Erdwanze hat jedoch eine nur angedeutete Querfurche auf dem Pronotum und ihre Stirnplatte ist weniger stark gewölbt. Das zweite Glied der Fühler ist nahezu gleich lang wie das dritte. Die Membrane der Hemielytren sind milchig.

## Verbreitung und Lebensraum
Die Art ist vom Mittelmeergebiet bis in den Süden der Britischen Inseln und in den Süden Skandinaviens sowie östlich bis Sibirien und Zentralasien verbreitet. In Deutschland ist sie vor allem im Süden häufiger, tritt aber nur vereinzelt auf. Im Nordosten ist sie nur durch einzelne Funde bekannt, im Nordwesten tritt sie nicht auf. In den Alpen kann man sie bis über 1000 Meter Seehöhe antreffen. Besiedelt werden verschiedene offene, trocken-warme Lebensräume, insbesondere Kalk- oder Sandmagerrasen. Die Art benötigt mehr Wärme als Canthophorus impressus.

## Lebensweise
Die Art lebt wie auch Canthophorus impressus, mit der sie auch vergesellschaftet auftreten kann, auf Leinblatt-Arten (Thesium), wie Alpen-Leinblatt (Thesium alpinum), Mittlerem Leinblatt (Thesium linophyllon) und Wiesen-Leinblatt (Thesium pyrenaicum). Sie saugen sowohl an den oberirdischen Teilen der Pflanzen, als auch an den Wurzelhälsen. Die Überwinterung erfolgt als adulte Wanze unter Laub und in Moos nahe der Nahrungspflanzen. Dabei können die Tiere mitunter auch große Aggregationen bilden. Die Paarung erfolgt im Mai und Juni auf den Nahrungspflanzen. Die Nymphen treten von Juni bis August auf, die Adulten der neuen Generation ab Juli.

## Belege